# クロルデン
クロルデン（英: Chlordane）は、有機塩素系殺虫剤の一種。

## 用途
日本において、農薬としては1950年9月18日に登録を受け、稲や野菜のアリやドロオイムシ、造林苗畑のネキリムシに適用されたが1968年12月17日に失効した。農薬登録失効後もシロアリ駆除剤などとして使用されたが、1986年9月に化審法により特定化学物質（のちの第一種特定化学物質）の適用を受け、全ての用途での製造・販売・使用が禁止された。化審法適用前は、1985年のピーク時で原末2,206トンがアメリカのベルシコール社 (Velsicol Chemical Corporation) から輸入された。現在は各国でもPOPs条約により、製造・使用は原則禁止となっている。

## 性質
日本では1983年より、含有率6%を越える製剤が毒劇法により劇物に指定された。自体は不燃性であるが、有機溶剤を含む製剤は引火性の場合がある。燃焼や塩基との接触により分解し、塩素、ホスゲン、塩化水素を含む有毒なフューム生じる。鉄、亜鉛、プラスチックやゴムなどを腐食する。 一日許容摂取量は0.0005mg/kg/日で、人体の吸入や経皮・経口摂取では錯乱、痙攣、嘔吐などの症状が生じる。水生生物やミツバチに対して強い毒性を有する。宮崎県延岡市で1982年にシロアリ駆除用として標準使用量のクロルデンを使用したところ、その日のうちに30m離れた井戸に異臭が生じ、翌日には120m離れた井戸、2ヶ月後には200m下流の井戸、6ヶ月後には川の対岸の井戸に汚染が拡大した事例がある。横浜国立大学の研究者が岐阜市の住宅団地で調査したところ、シロアリ駆除用として散布してから5年後でもクロルデン類が検出された事例があるように、残留は長期に及ぶ。